# Pachyroxochus
Pachyroxochus is een geslacht van kevers uit de familie van de loopkevers (Carabidae). De wetenschappelijke naam van het geslacht is voor het eerst geldig gepubliceerd in 1942 door Straneo.

## Soorten
Het geslacht Pachyroxochus omvat de volgende soorten:
- Pachyroxochus gabonicus Straneo, 1949
- Pachyroxochus lebisi Straneo, 1949
- Pachyroxochus subquadratus Straneo, 1942